# オリンパス μ1030SW
オリンパス μ1030SWはオリンパスが2008年3月に発売を開始したμ（ミュー）シリーズのコンパクトデジタルカメラである。

## 特徴
当機種は世界で初めて折り曲げ式ズームレンズユニット搭載デジタルカメラとして35mm判換算時28mmの広角を実現した。水深10mまでの防水、耐荷重100kgfに対応している。さらにμ、SWシリーズで最高の2.0mの落下試験に合格。また付属のアダプターを使用することによりmicroSDが使用可能となる。
しかし手ぶれ補正機構が搭載されていない事や、VGA、30fpsでの動画撮影時間が最大10秒に制限されるなど、最近の機種としては手ぶれ・動画に弱い。動画撮影に関しては、同時期に発売された機種でも同様だった。
現在はファームウェアを更新する事によって、xDピクチャーカードH、M+使用時に限り、VGA30fpsでも容量いっぱいの撮影を行う事が可能となった。

## スペック
- 有効画素
  - 1010万
- CCD
  - 1/2.33型
- 焦点距離（35mm判換算時）
  - 28mm～102mm
- F値
  - F3.5～F5.1
- 光学ズーム
  - 3.6倍
- 記録メディア
  - xDピクチャーカード
- 液晶モニター
  - 2.7型、23万画素
- 防水機能
  - 10m、JIS/IEC保護等級8級（IPX8）相当
- 最低動作気温
  - -10℃
- 重量
  - 173g

## μ1030SW工一郎
μ1030SWに工事用のモードや、工事現場トータルサポート保険など、工事現場に適した機能が付いたもの。